# Barca
|  | Per a altres significats, vegeu «Barca (desambiguació)». |

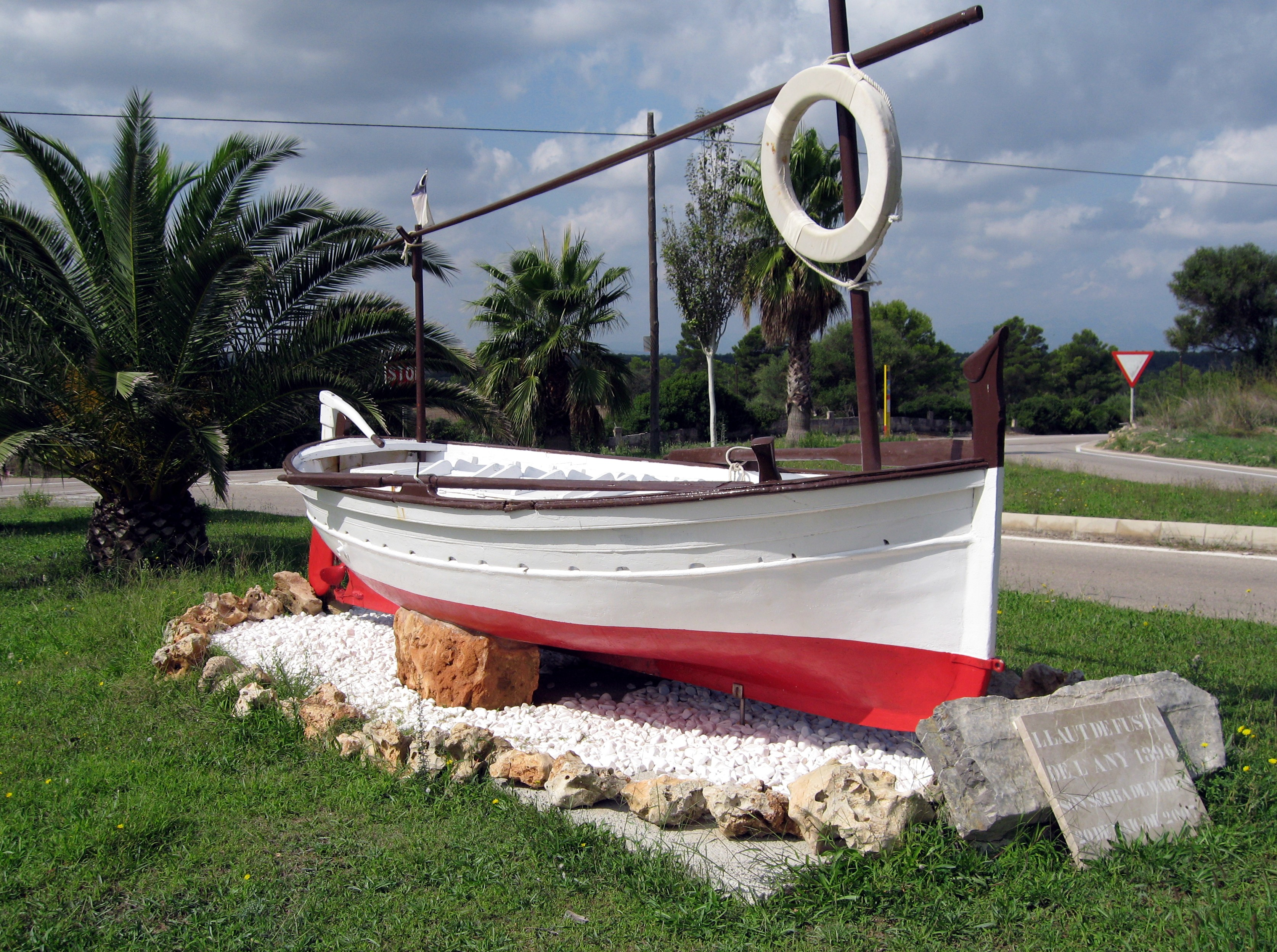
Un tipus de barca: el llagut

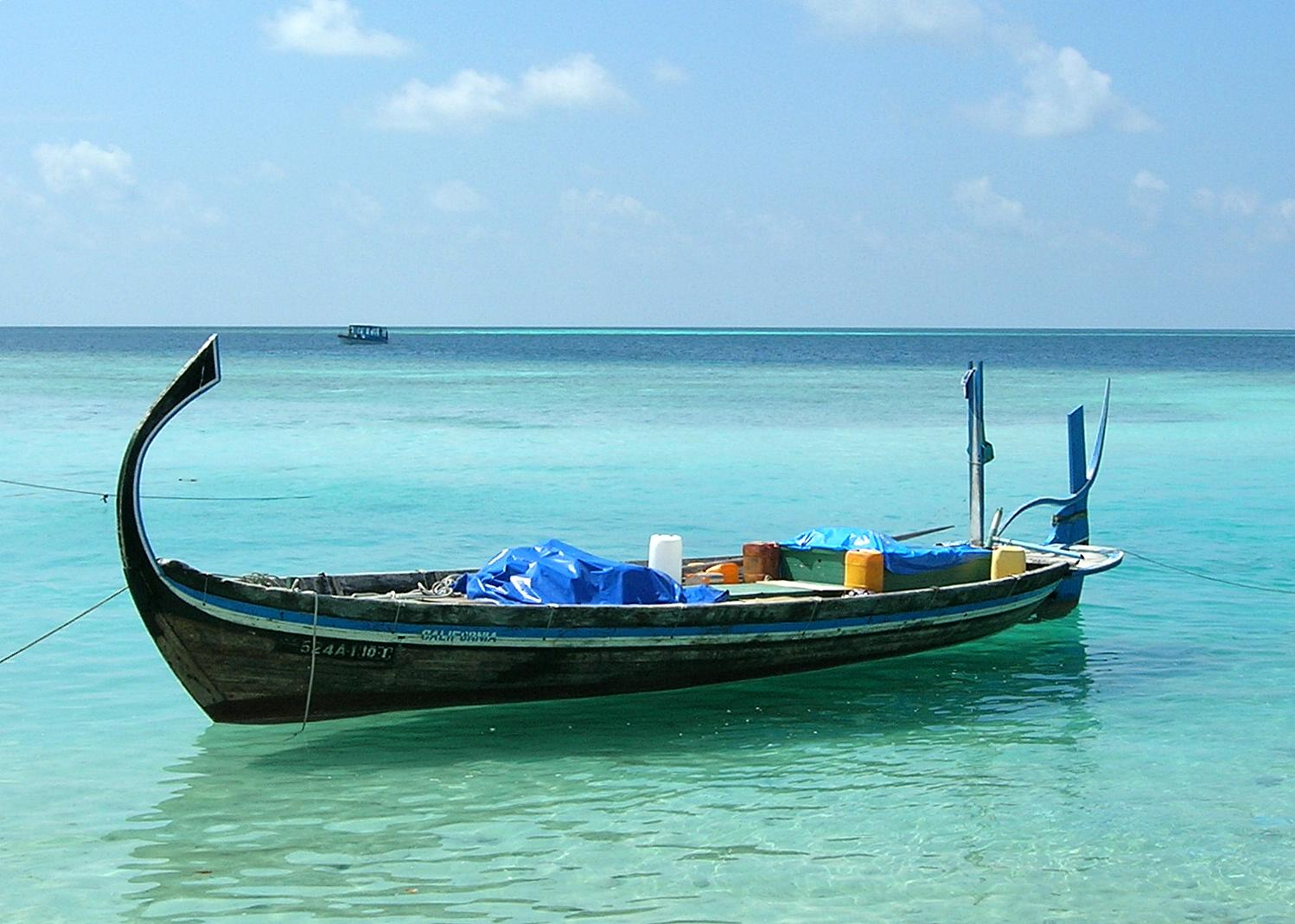
Doni, barca tradicional de pesca a les Maldives.

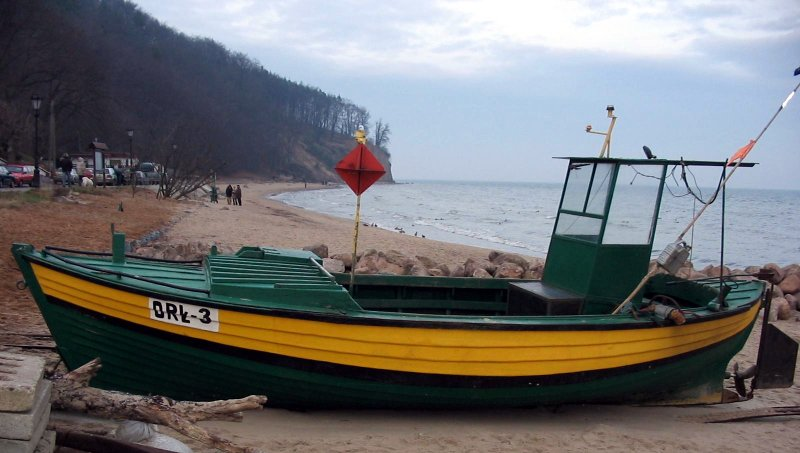
Barca a la platja.

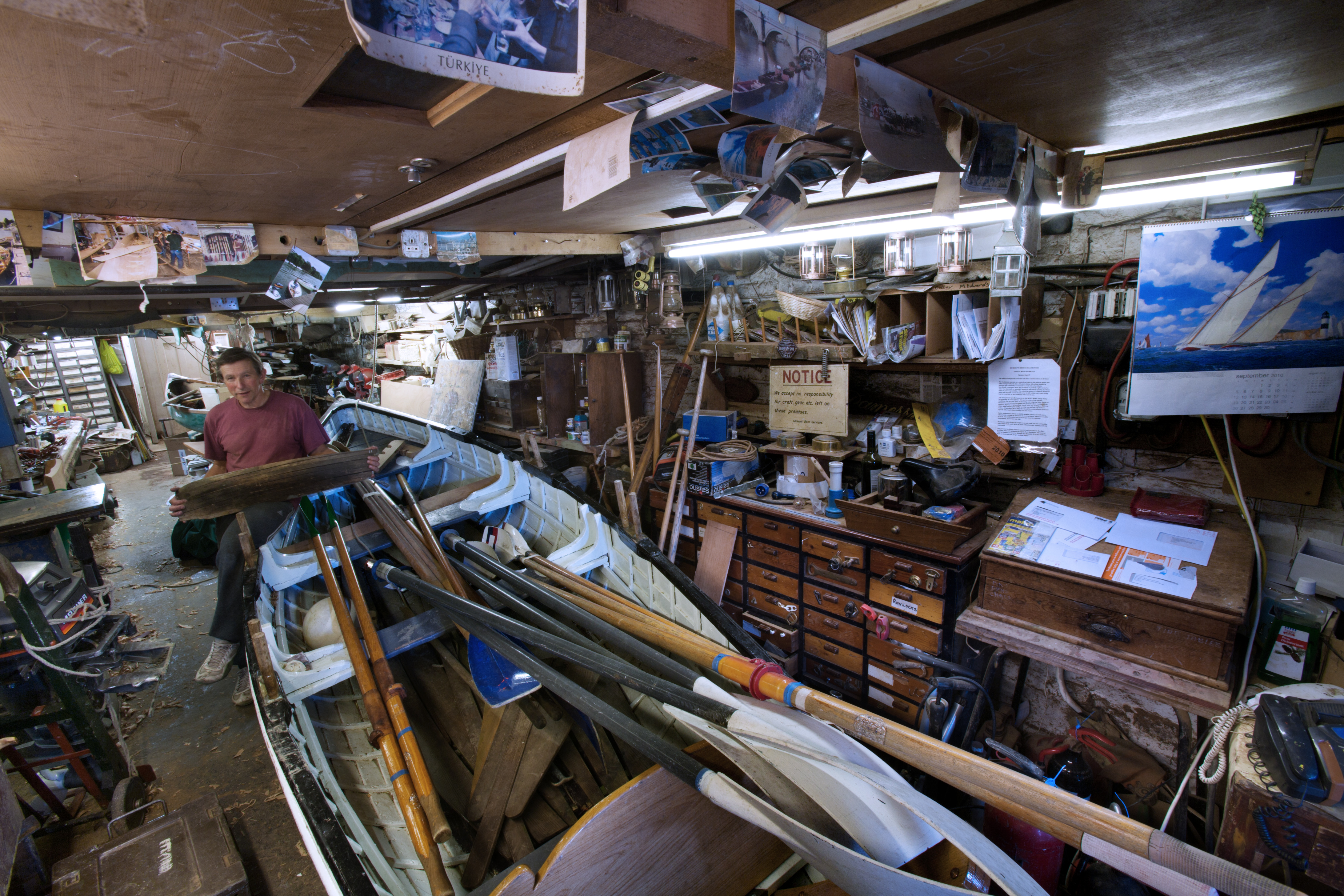
Constructor de bots a Londres.

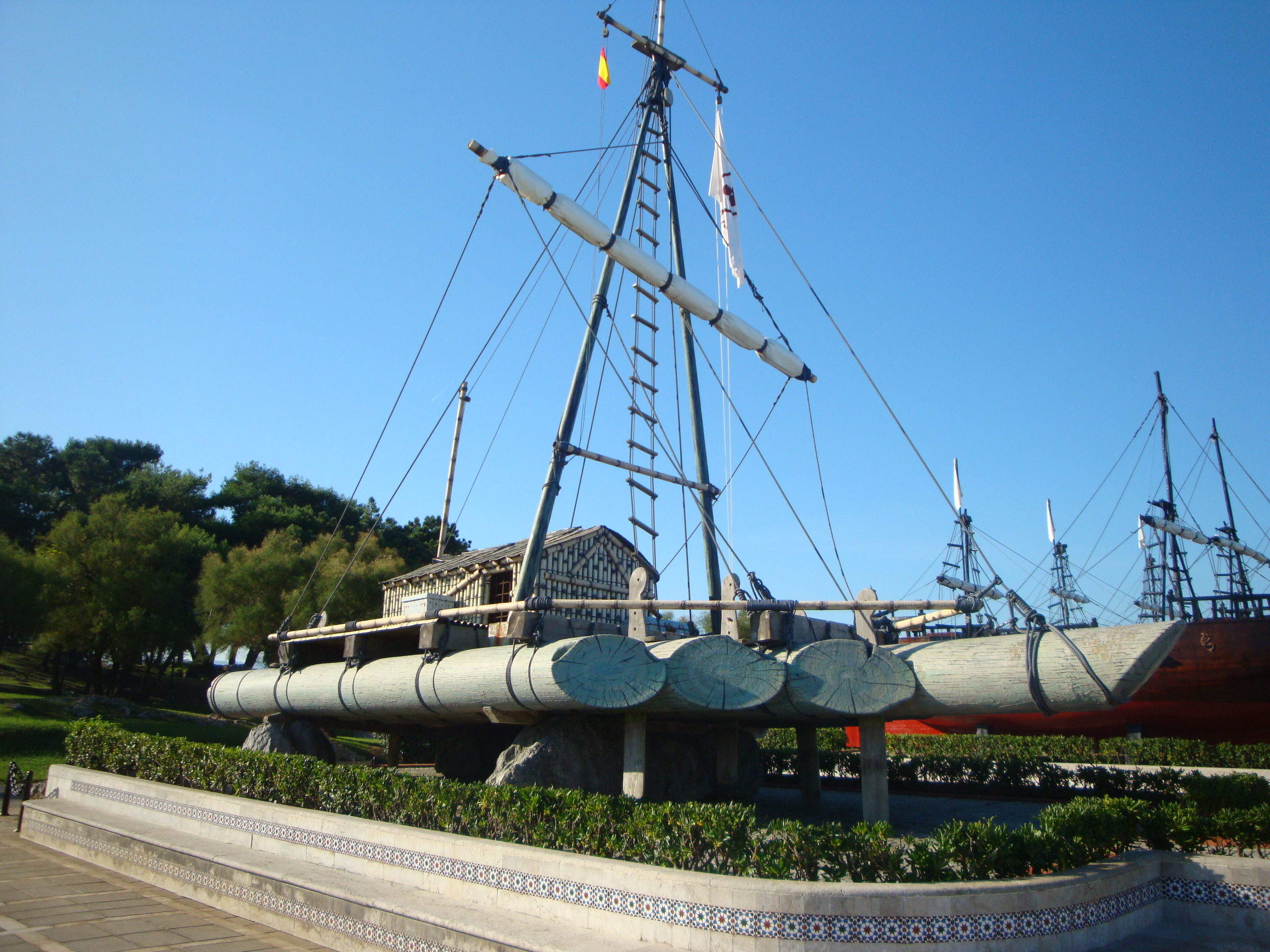
Rai a la península de la Magdalena (Santander, Espanya)

Una barca és un vehicle fet per a navegar i que habitualment és de dimensions més petites que un vaixell. Així, en general, s'acostuma a entendre per «barca» tota mena d'embarcació petita. L'etimologia és de la paraula llatina barca, amb el mateix significat; en llengua catalana està documentat l'ús d'aquesta paraula des del segle xiii. La càrrega transportada durant un viatge s'anomena barcada.
Una barca és qualsevol construcció capaç de surar i de desplaçar-se per sobre de l'aigua gràcies a un sistema de propulsió. S'utilitza per al transport de persones o coses i per a desenvolupar activitats com la pesca o esports com la vela o el caiac. Les embarcacions poden més ser grans o més petites, si bé de dimensions menors a les grans embarcacions, anomenades genèricament vaixells. També poden ser fetes de qualsevol material (fusta, metall, plàstics...). Les barques poden ser mogudes per acció humana amb rems, pel vent amb veles, o amb combustible (gasoil o gasolina) i un motor d'explosió o amb motor elèctric. L'aigua sobre la qual es mouen pot ser la de llacs, rius, mars, etc.
La invenció de les embarcacions cal situar-la al Neolític; les primeres naus que van travessar les aigües eren utilitzades per a la caça i la pesca. Al simple tronc el degueren seguir les embarcacions fetes amb joncs o canyes. Les protoembarcacions més antigues (d'uns 10.000 anys) descobertes a les excavacions arqueològiques van ser caiucs tallats amb eines de pedra a partir de troncs d'arbres resinosos.
Les embarcacions han estat presents a la vida dels homes des de ben antic: han estat indispensables per al transport i el comerç, la pesca, les guerres i les conquestes, les grans exploracions, les colonitzacions, la difusió de la cultura, dels coneixements i de les malalties.
Qualsevol embarcació comprèn una sèrie d'elements constitutius que acostumen a ser-hi presents, independentment de la mida que tinguin: un buc, normalment sòlid, que assegura que pugui surar sobre l'aigua i que de vegades pot ser tancat per la part superior; un sistema de propulsió i, sovint, un sistema direccional.

## Història

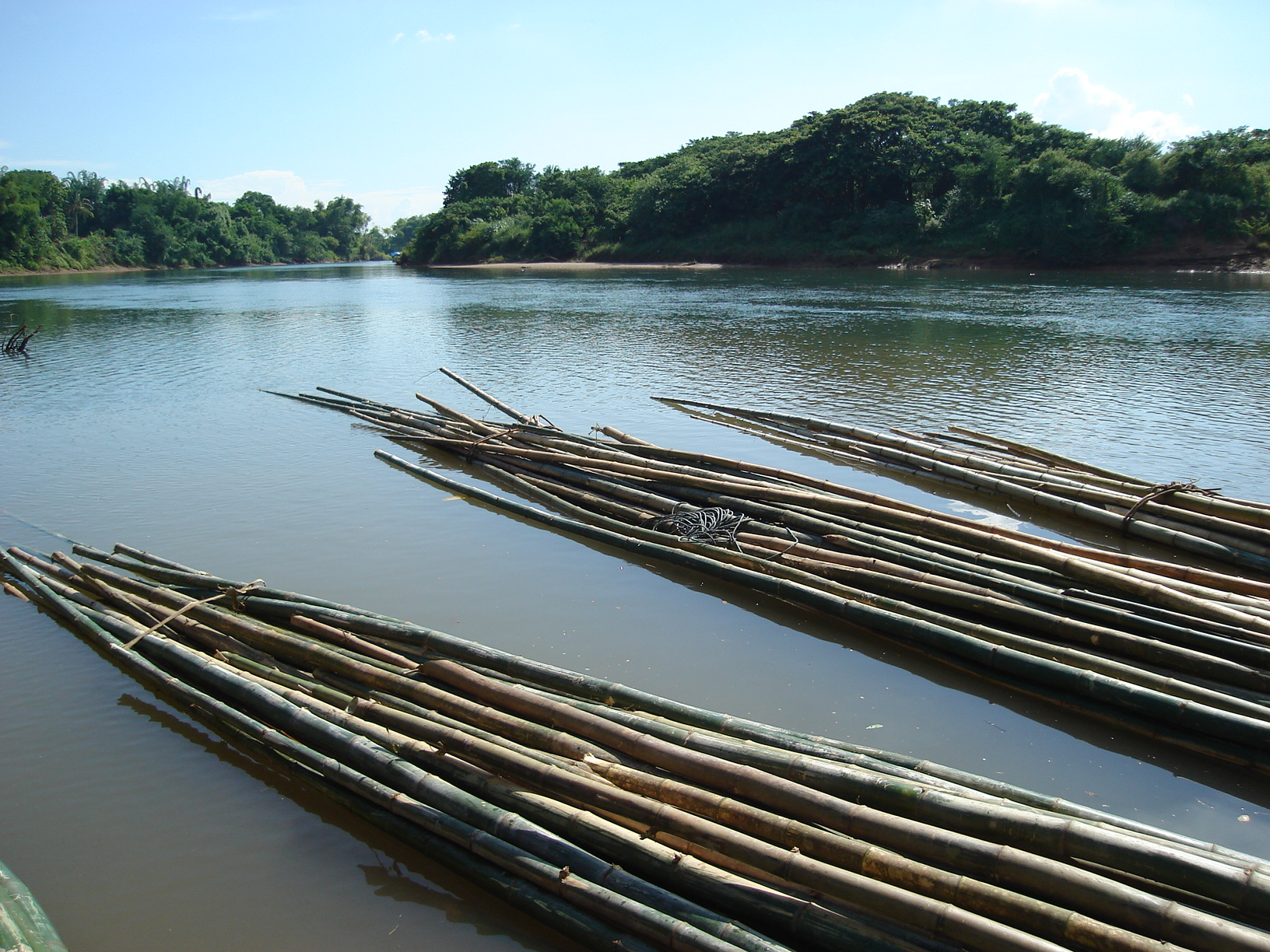
Feixos de canyes unides

Les barques s'han utilitzat des de fa milers d'anys, des de l'època dels homes prehistòrics. Les primeres embarcacions conegudes es remunten al Neolític, fa uns 10.000 anys. Aquestes primeres naus tenien una funcionalitat limitada: podien moure's sobre l'aigua, però això era tot. Eren utilitzades principalment per a la caça i pesca. Les canoes monòxils més antigues trobades pels arqueòlegs sovint van ser tallades a partir de troncs de coníferes utilitzant eines de pedra simples.
El mar sempre ha causat fascinació en l'ésser humà des del començament dels temps. Així mateix, sempre l'ha proveït d'aliments per a la seva subsistència. A la costa central del sud del Perú, a la província de Pisco, al districte de Paracas, cap al 10.000 aC els primers homes es van tornar sedentaris a causa dels abundants aliments existents a les seves platges. Encara el progrés cap a l'agricultura i la ramaderia funcionava en seus similars de la serralada dels Andes. Com en aquest cas, a molts altres litorals es van donar les condicions perquè els homes en habitatges precaris es tornessin sedentaris, a causa de l'abundància de recursos que el mar dipositava a les seves platges.
Pels volts del 3000 aC, Els antics egipcis ja sabien com unir canyes i troncs d'arbre per construir un buc de barca amb vela.

## Parts d'una barca

### Parts del Buc

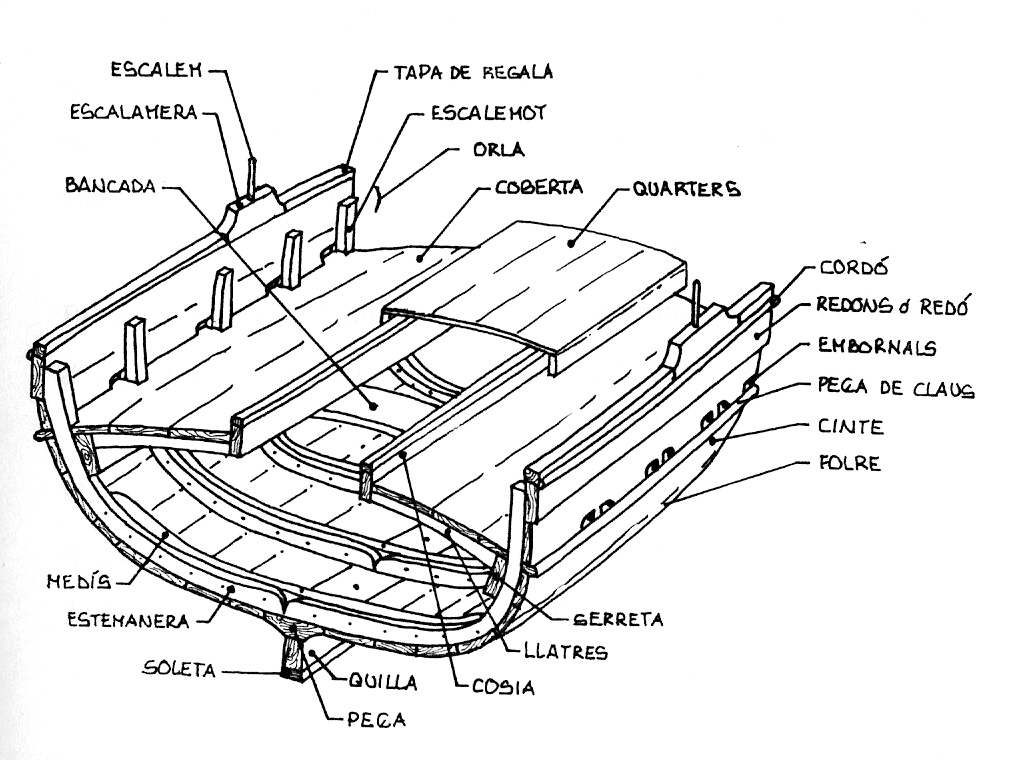
parts del buc d'una barca

- Quilla: és la primera peça que es col·loca i es planta a terra. Aquesta peça o conjunt de peces en línia recta de proa a popa, forma la part inferior de l'embarcació.
- Codast: peça de fusta dreta, que hi ha a popa i a l'extrem darrer de la quilla, on es fixa el timó en el cas d'un bot, mai en un llaüt, perquè llavors s'anomena roda de popa.
- Roda: són les peces que, seguint la línia de la quilla cap amunt, tanquen el buc de l'embarcació. Un llaüt en té dues, la de popa i la de proa. La de proa d'un llaüt va coronada per una galeta anomenada cap de mort.
- Peça: peça de fusta que va de proa a popa, muntada sobre la quilla d'una embarcació per reforçar-la. Damunt s'hi planta la madissada.
- Contraroda: peça de fusta col·locada darrere de la roda d'on queden clavats els extrems de les teules del folre. Serveix per donar solidesa a la unió de la roda i la quilla.
- Medís: la part central d'una quaderna, que va fixada damunt la peça i arriba fins al pantoc.
- Estamenera: són les dues peces, muntades una a cada banda, que junt amb el medís componen la quaderna d'una embarcació.
- Cinta: taula del folre de l'embarcació que s'estén de proa a popa davall la peça de claus. És la més alta i la més forta de totes.
- Serreta: dues taules interiors, armades a cada banda del buc d'una barca, col·locades de proa a popa a l'altura de la cinta i fortament clavades al capdamunt de les quadernes. A més de donar solidesa a l'embarcació serveix per muntar-hi les llatres de la coberta.
- Llatre: barrot corbat que aguanta la coberta, i que reforça l'embarcació. Són peces que van muntades damunt la serreta i serveixen per sostenir els taulons del folre de coberta.
- Cossia: està composta de dues fustes en forma de biga, col·locades de cantell damunt les llatres i la bancada, que formen els dos costats llargs de l'escotilla de la barca.
- Peça de claus: es diuen així les peces de fusta que es troben de pla damunt la cinta i les llatres, que donen la volta a tota l'embarcació i a l'altura de la coberta, és una peça de difícil col·locació que lliga les estameres i la coberta.
- Folre de coberta: conjunt de taules que van clavades damunt les llatres i constitueixen la coberta de l'embarcació.
- Folre: conjunt de taules que van clavades a les quadernes per la part exterior i formen el cos del buc d'una embarcació.
- Redons o rodó: és una peça gruixuda i massissa de fusta que forma la part de dalt de l'obra morta.
- Tapa de regala o soleta: és una peça llarguera formada per diferents trossos de fusta acoblats entre ells, i clavats el voltant de l'orla damunt els rodons.
- Orla: és la part del buc d'una embarcació que hi ha per sobre de la coberta i forma part de l'obra morta.
- Escalemot: barrot de fust que sobresurt de la taula de claus i on són clavades les taules que folren l'orla.
- Bites: són dues peces de fusta embiaixades que sobresurten uns 10 o 12 cm. per damunt l'orla. Estan clavades als laterals dels escalemots de la part de proa. Serveixen per envoltar i fermar.
- Paramola: peces de fusta que van fixades i clavades horitzontalment damunt els escalemots a proa i popa del llaüt, amb un forat per passar-hi el pal trinquet a proa i una mitjana a popa.
- Quarters: són cada una de les tapes de fusta que van encaixades cada una d'aquestes i damunt la cossia, deixant la barca tancada i fent-la impenetrable a l'acció de l'aigua.
- Pols: són els taulons de fusta que es treuen i es posen damunt les quadernes formant el paviment interior de la barca.
- Congo: peça de bronze o llautó en forma d'argolla que va fixada a la roda de proa i serveix per fixar el barbiquell del botaló o l'aparell de treure la barca.
- Banc o bancada: peça de fust travessera de forma semicircular, que va d'un costat a l'altre de la barca, donant-li consistència, i que a la vegada té la funció de seient. El banc on es recolza el pal mestre del llaüt s'anomena banc d'arbre, i és més reforçat que la resta.

## Tipus de barques i altres naus de petites dimensions

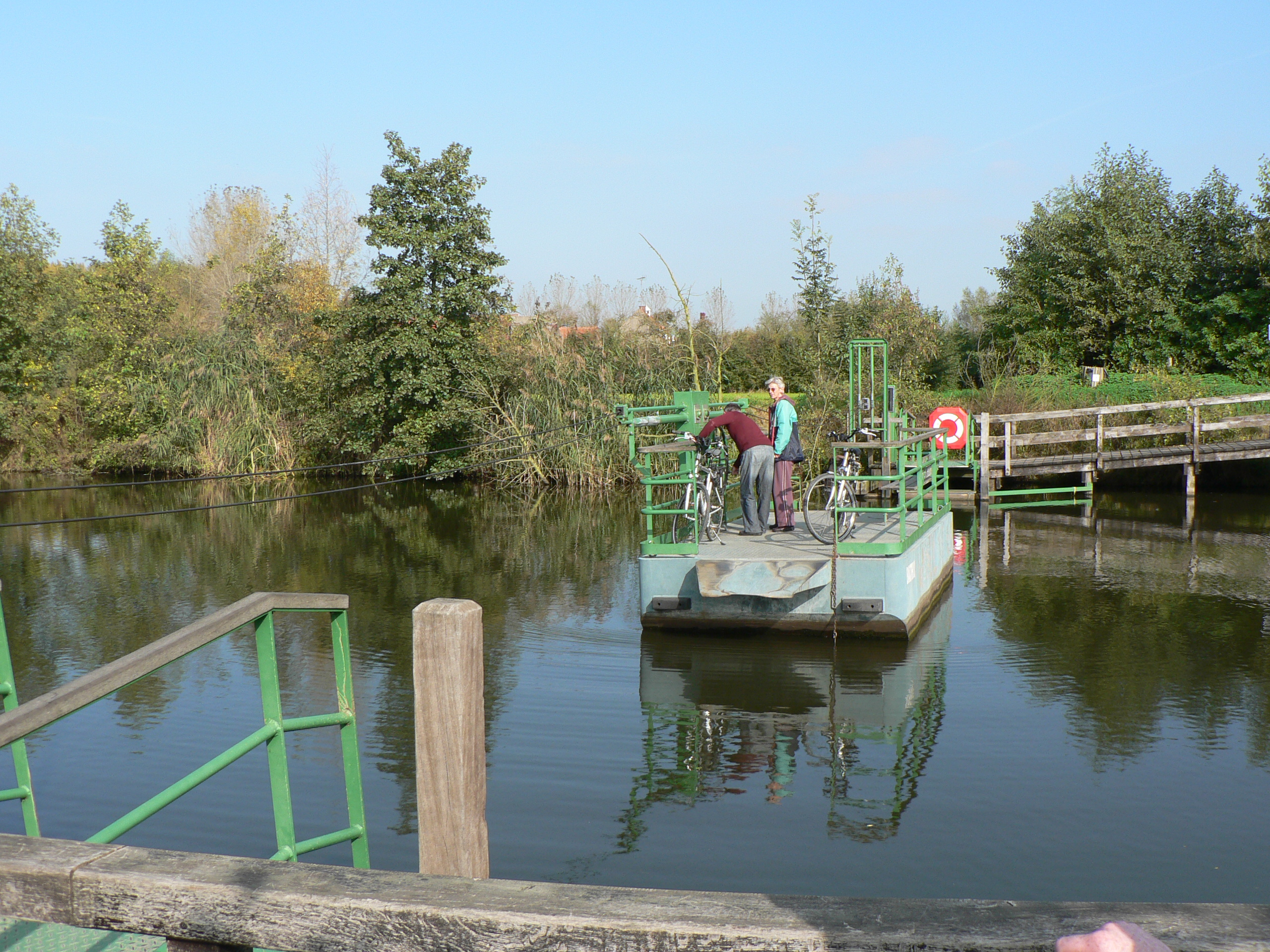
Transbordador a Bachte-Maria-Leerne, Bèlgica

- Barca de pas o transbordadors és un tipus de nau que s'usa per a transportar viatgers d'un indret a un altre. Són de línia regular, poden transportar vehicles i el seu viatge és de menys de 24 hores. També és conegut amb l'anglicisme catalanitzat ferri, derivat de l'anglès ferry.

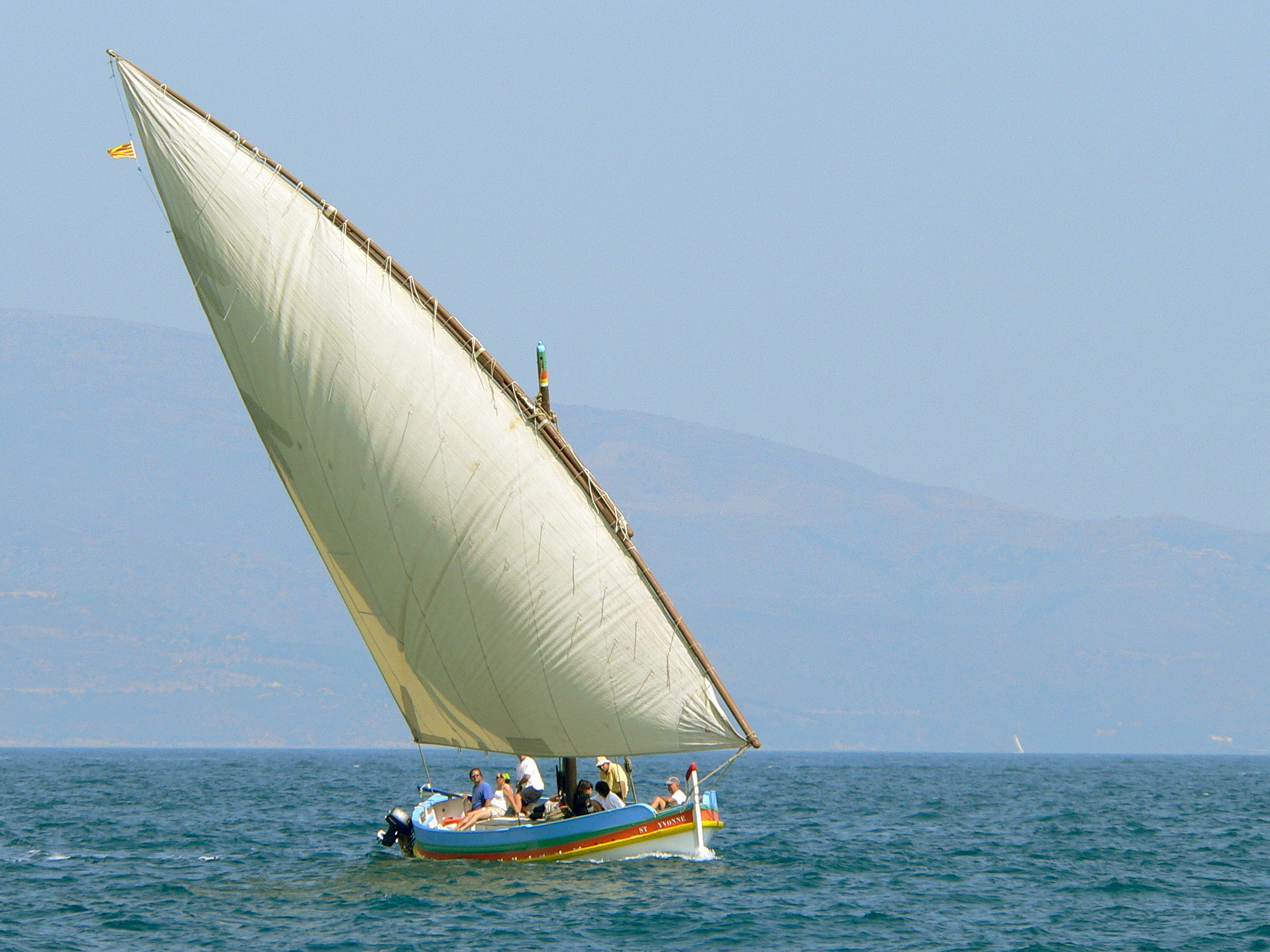
Llagut amb vela llatina al Mediterrani

- Balandra és el nom genèric que es refereix a una embarcació de vela d'un sol pal, destinada tradicionalment a la pesca o a les activitats de cabotatge i, modernament, també a la navegació d'esbarjo. Es considera una balandra tot iot a vela d'un sol pal, amb vela major àurica (cangrea) o de guaira, o bé, bermudiana (de ganivet).

- Barca de tràfec: de vela llatina i tres pals anomenada també barca de mitjana a Sant Feliu de Guíxols i a Blanes i barca de costera a Mallorca. és una vela de ganivet, o triangular, dissenyada per anar contra el vent. Una variant de la vela llatina és la vela de martell, també anomenada mística, de forma trapezoidal. S'utilitzava en embarcacions petites, com a vegades en el gussi, perquè necessitava menys maniobres en navegar de cenyida o fent viratges constants.
- Llagut o Llaüt és una barca de fusta, sovint amb aparell de vela llatina. En l'actualitat moltes d'aquestes barques han estat motoritzades. Els llaüts sovint són propulsats també amb rems. Duia roda a proa sobresortint per damunt la regala i anava coronada pel cap de mort; la quaderna mestra tenia la forma d'una U, i el buc portava escues.[4][5]
- Gussi o bussi, és un llagut petit d'uns vint pams, de vela llatina o de martell, molt semblant a la xaica. Fou utilitzat a les costes catalanes fins ben entrat el segle passat per a la pesca amb fluixa. És de procedència desconeguda però apareix el segle xix. Podria relacionar-se -tot i que no és gaire segur- amb l'antic bus, gran embarcació medieval, probablement de l'escandinau antic buza; més aviat sembla un manlleu del genovès guzzo en la forma plural guzzi. L'etimologia també podria provenir de l'àrab bus, nau.
- Quillat: embarcació gran aparellada amb vela llatina, la proa i la popa de la qual formen angle recte amb la quilla, la qual és bastant pronunciada. És emprada com a embarcació de pesca o de navegació de cabotatge. La quaderna mestra tenia la forma d'una V, i el buc no portava escues. Tenia coberta i bugueres amb embornals.[6]
- Barca del bou, també dita barca de parella en València, que és una de les dues que s'utilitza en la pesca amb l'art del bou. D'aparell llatí; duia roda a proa i popa, ambdues arquejades i la de proa sobresortia per damunt la regala i anava coronada pel cap de mort; la quaderna mestra tenia la forma d'una U, i el buc portava escues. El seu aparell era constituït per un pal mestre molt inclinat cap a proa, pel bauprès, la vela llatina i la pollacra (en alguns casos també es dotava a l'embarcació un pal de mitjana amb una petita vela llatina). La barca de bou tenia coberta (amb quatre escotilles), molinet, bugueres amb embornals, orla amb botanes i escobencs, i feia de 55 a 60 pams d'eslora.[7]
- Barca de palangre dedicada a la pesca d'altura amb l'art del palangre (amb una filera d'hams). De característiques similars a la barca del bou, es diferenciava pel fet que tenia corredors, quatre bancs (proer, arborà, terç i banqueta), senó, falques i macarrons, i feia de 50 a 55 pams d'eslora.[8]
  - Barca de Sardinals: igual que la barca de palangre però d'eslora més petita (de 35 a 40 pams). S'emprava en la pesca de sardines.[9]
- Barca cisterna: embarcació que serveix per dur-hi aigua dolça per proveir-ne altres vaixells.

- Lembus, fou un petit bot utilitzat per portar persones des d'un vaixell fins a la costa. També es donava aquest nom als vaixells lleugers que eren enviats al davant de la flota per obtenir informació dels moviments de la flota de l'enemic. Plini atribueix el seu invent als habitants de Girene (Gyrene).

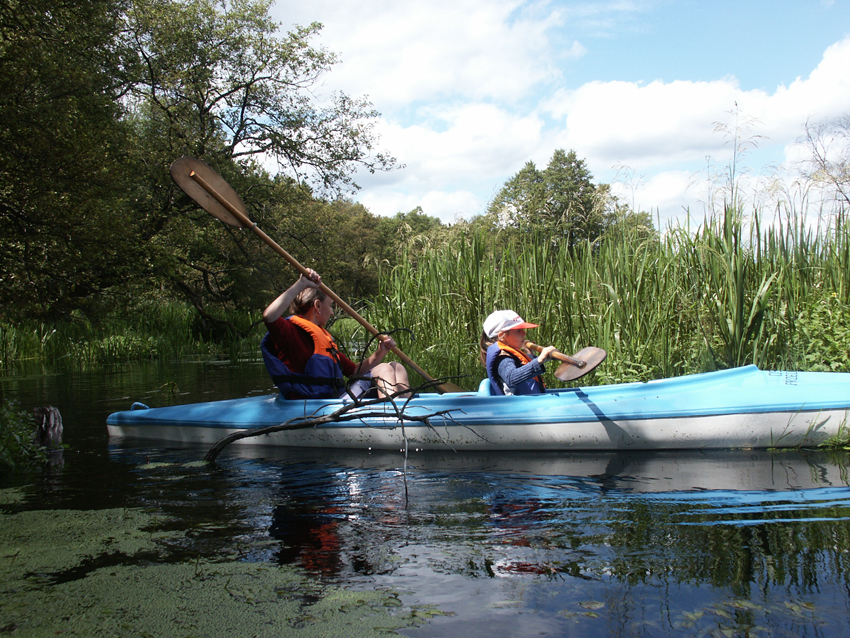
Caiac

- Piragua és una embarcació (pot ser un caiac o una canoa) llarga i estreta que és molt ràpida i maniobrable. És propulsada amb la força humana mitjançant una pala d'una o dues fulles. Se'n fan de diversos materials, però els més comuns són el plàstic, la fibra de vidre, la fibra de carboni i el kevlar.
  - Caiac és una petita piragua propulsada per humans. Típicament és propulsada per un o diversos caiaquistes que utilitzen pales dobles i s'asseuen mirant endavant amb les cames lleugerament flexionades.
  - Canoa és una petita piragua propulsada per humans. Aquest utilitzen unes pales d'una sola fulla i en lloc de seure, es posen de genolls.

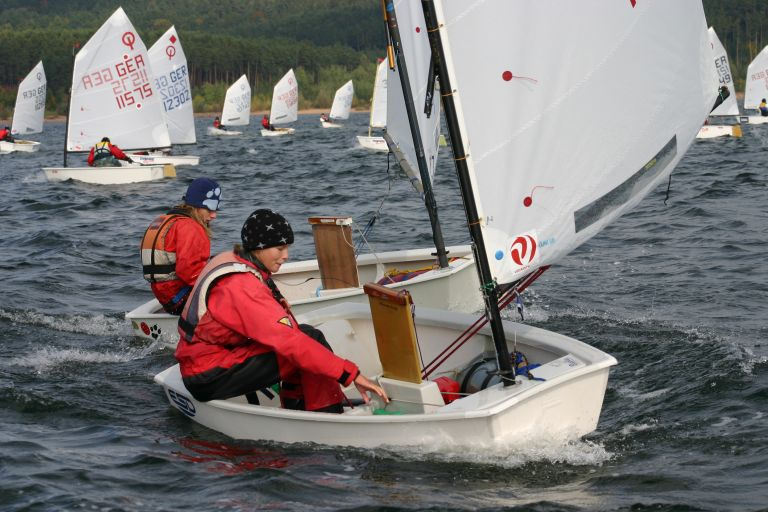
Optimist

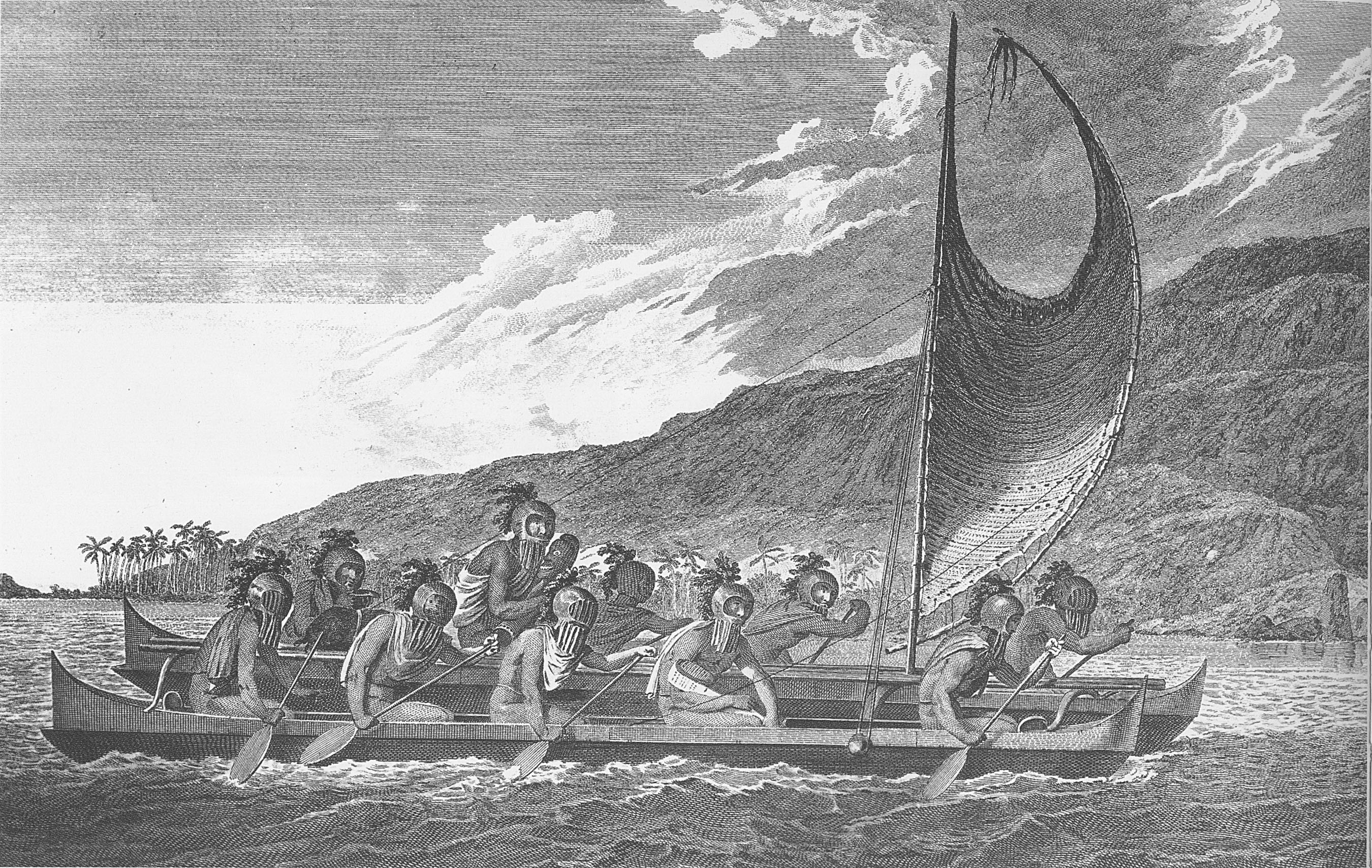
Catamarà utilitzat pels polinesis.

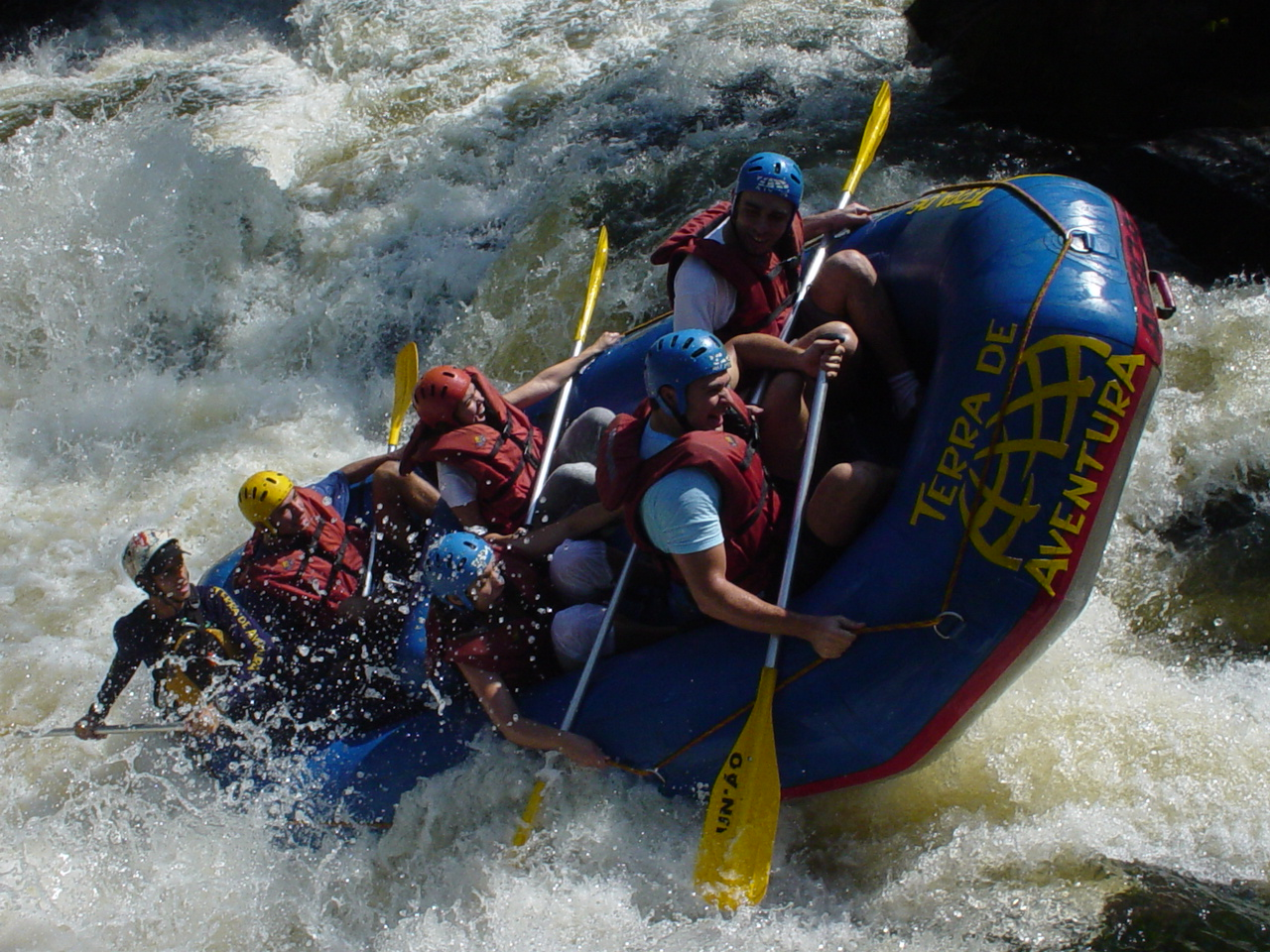
Llanxa pneumàtica fent ràfting

- Optimist és una embarcació de vela esportiva per a nens dissenyada l'any 1947. Ràpidament es va convertir en l'embarcació d'inici a la navegació a vela, per excel·lència. És una nau simple, estable, i, alhora, competitiu. El nombre d'unitats existents al voltant del món supera les 250.000, i més de 100 països estan representats en la International Optimist Dinghy Association. L'Optimist va ser dissenyat per Clark Mills en 1947. El disseny original va tenir el seu origen en una popular embarcació la forma de la qual s'assemblava a una caixa de sabó que molts nens en Clearwater, Florida, usaven. Es va tornar popular ràpidament a l'àrea, però va arribar fama internacional quan el navegant danès Axel Dooomsgard va visitar els Estats Units, i va començar a promoure el seu ús a Escandinàvia primer, i en la resta del món després.

- Catamarà és un tipus d'embarcació que consisteix en dos bucs units per un marc. Poden ser propulsats a vela o motor. La paraula catamarà ve del tàmil 'kaumaram' (கட்டுமரம்), on 'kau' és paquet i 'maram' arbre (Lit. " troncs units"). El catamarà és, originalment, un invent dels paravas, una comunitat de pescadors a la costa sud de Tamil Nadu, Índia. Els catamarans van ser utilitzats per l'antiga dinastia Tàmil Chola des del segle quinto(DC), per a transportar les seves tropes a conquerir regions del Sud-est Asiàtic, com Birmània, Indonèsia i Malàisia. Els catamarans són dissenys relativament nous tipus d'embarcacions per a plaer o treball|feina, encara que han estat utilitzats des de fa molt en Oceania, permetent als navegants polinesis assentar-se en el grup d'illes més estès del planeta. Els catamarans han hagut d'enfrontar un gran escepticisme per part d'alguns mariners acostumats a dissenys més "tradicionals".

- Llanxa pneumàtica embarcació, tipus "zodiac", és molt segura s'utilitza en tasques de salvament i també en ràfting perquè té una gran resistència als cops. La capacitat és de sis o vuit persones, que van assegudes a les vores de la llanxa. Els tripulants disposen d'unes subjeccions per als peus, per la qual cosa resulta realment fàcil mantenir l'equilibri quan arriben els sots i els bruscs moviments del corrent.

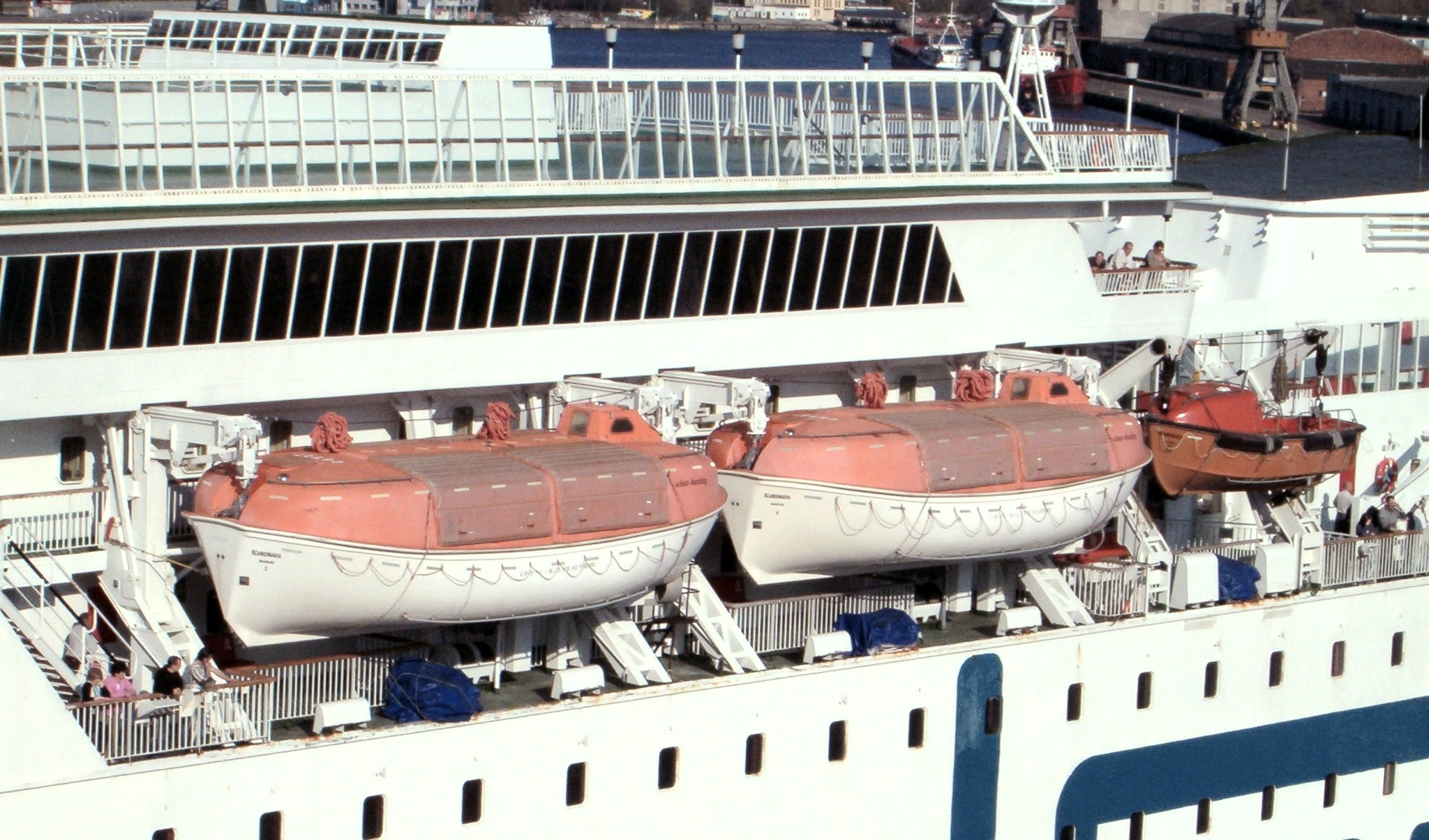
Bots salvavides en un vaixell de passatgers

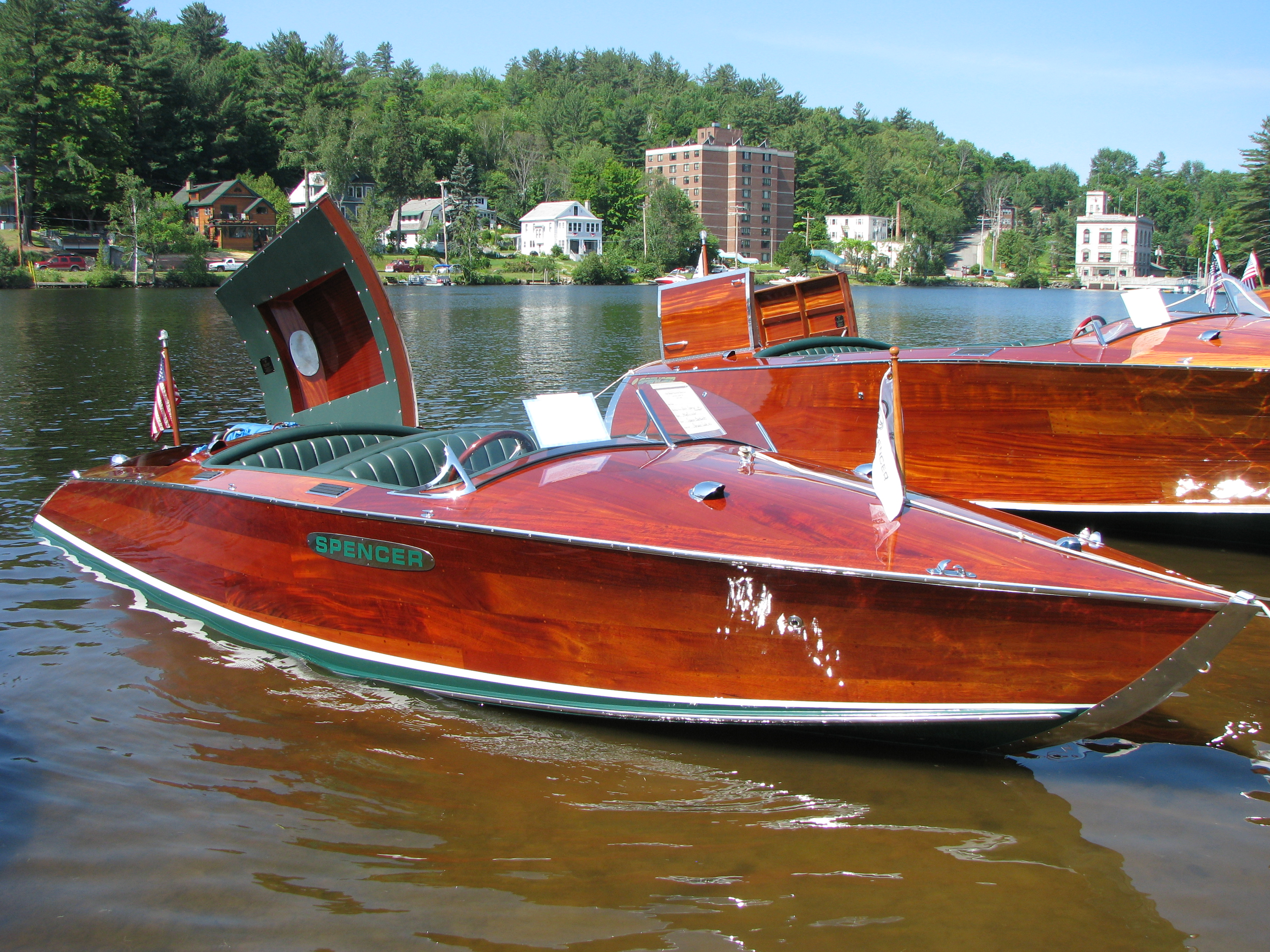
Llanxa motora

- Bot salvavides és una barca rígida o inflable dissenyada per salvar les vides de les persones en cas de problemes al mar. El terme s'aplica tant als bots que es mantenen en port o a prop d'aquest, utilitzats per auxiliar un vaixell que tingui problemes, així com als bots portats per vaixells grans, que permeten al passatge i a la tripulació escapar en cas d'emergència. El primer bot especialitzat a salvar vides va ser provat al riu Tyne el 29 de gener de 1790. Tant William Wouldhave com Lionel Lukin van afirmar ser-ne l'inventor. Un exemple d'un bot salvavides primitiu és el Landguard Fort Lifeboat de 1821, dissenyat per Richard Hall Gower. Els bots salvavides inflables poden estar equipats amb bombones de diòxid de carboni o bombes mecàniques per facilitar el seu ompliment. D'aquesta forma, un mecanisme infla ràpidament el pot|bot, mentre l'allibera del vaixell mare. Els avions comercials estan obligats a portar bots salvavides inflables en cas d'un amaratge d'emergència. També es tenen en plataformes petrolieres i similars.

- Llanxa motora generalment a la barca, diferent del veler i de la moto d'aigua, moguda per un motor de combustió interna que propulsa un reactor o una hèlix. Una llanxa ràpida és una llanxa motora petita dissenyada per desplaçar-se ràpidament, utilitzada en curses, per remolcar esquiadors aquàtics, com a patrulleres, i com a embarcacions armades veloces amb finalitats militars. Fins i tot les llanxes inflables amb un motor que poden servir com a llanxes patrulleres o com a lents bots de passatgers per al transport a un vaixell atracat.

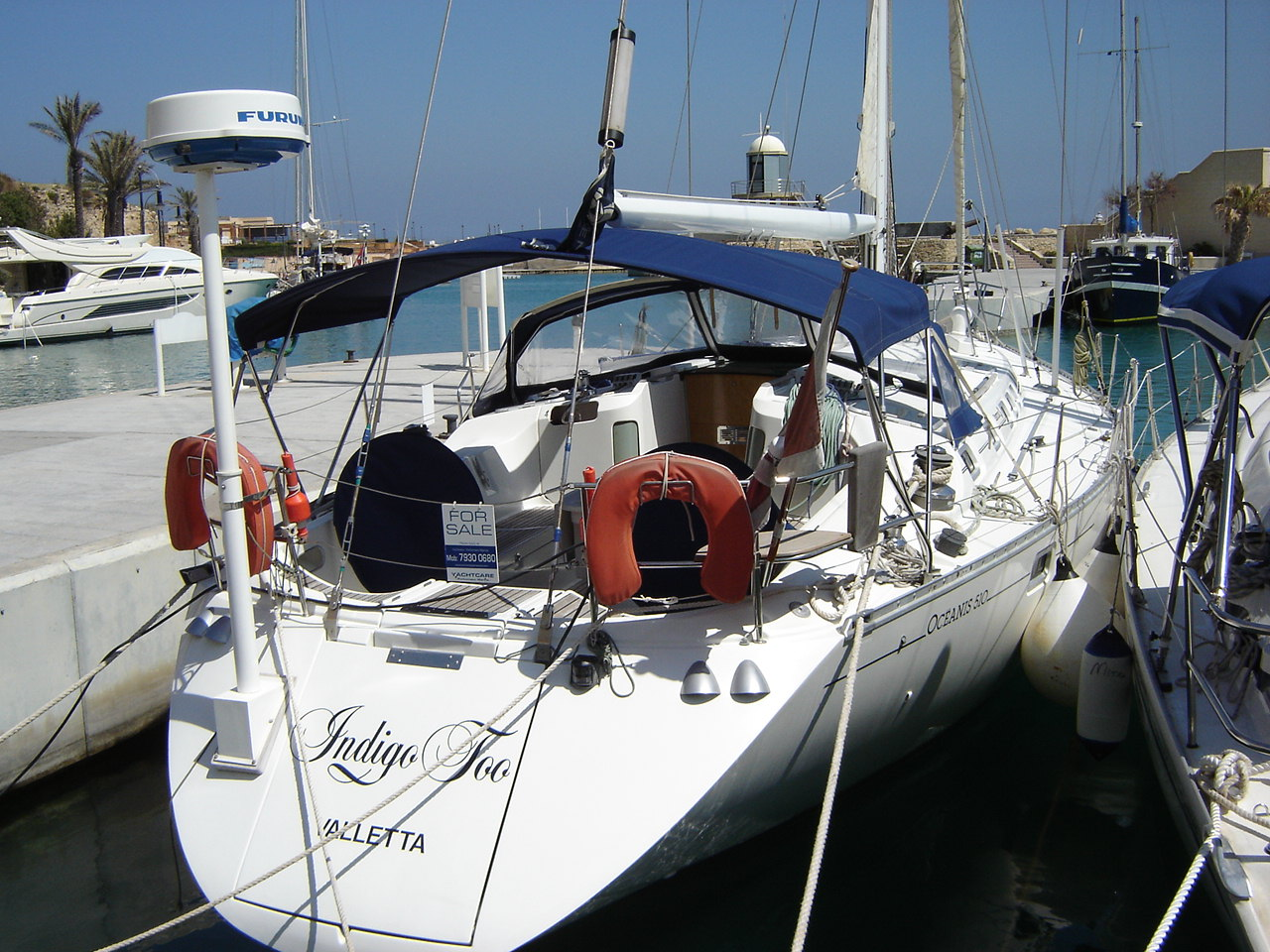
Iot

- Iot és una embarcació d'esbarjo, és a dir, per a l'ús únicament lúdic, construïda respectant el principi d'Arquimedes per mantenir-se en la superfície de l'aigua. Pot ser propulsat per: motor (amb un o més motors que poden ser forabord o integrats al buc de la nau) o a vela. Realment, el terme Iot es pot aplicar a qualsevol embarcació d'esbarjo, però s'utilitza específicament per a referir-se a les embarcacions d'esbarjo de més categoria, és a dir, aquelles de més eslora, major potencial esportiu (creuers de regata), o majors prestacions quant a cabines, cobertes, i elements accessoris. Poden ser monobuc o multibuc, com els catamarans o els trimarans. Segons l'eslora o la potència del motor que tingui, serà necessària la llicència corresponent, i la que capacita per utilitzar qualsevol tipus de iot i a qualsevol distància de la costa és la llicència de Capità de Iot.

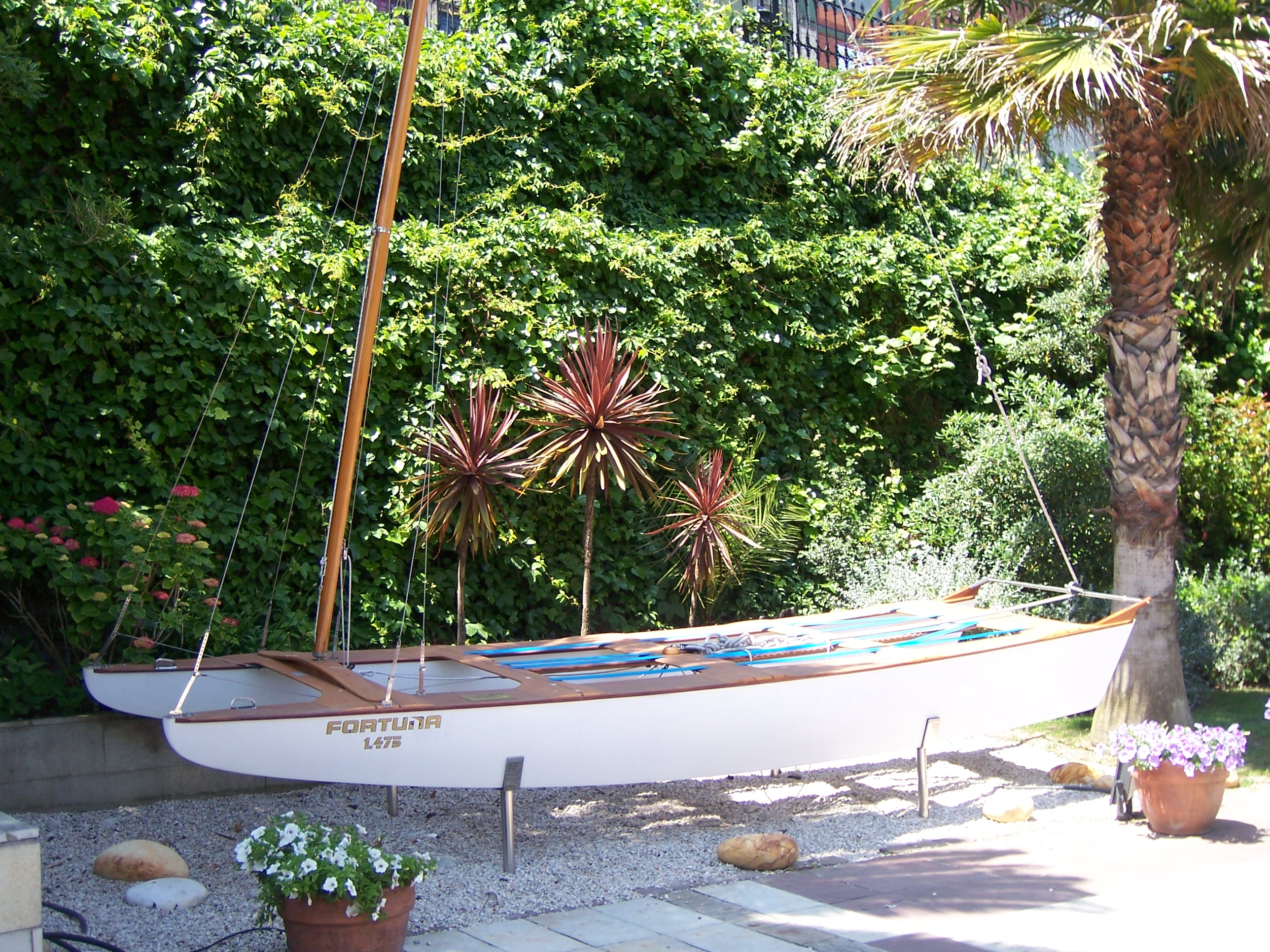
Patí de vela

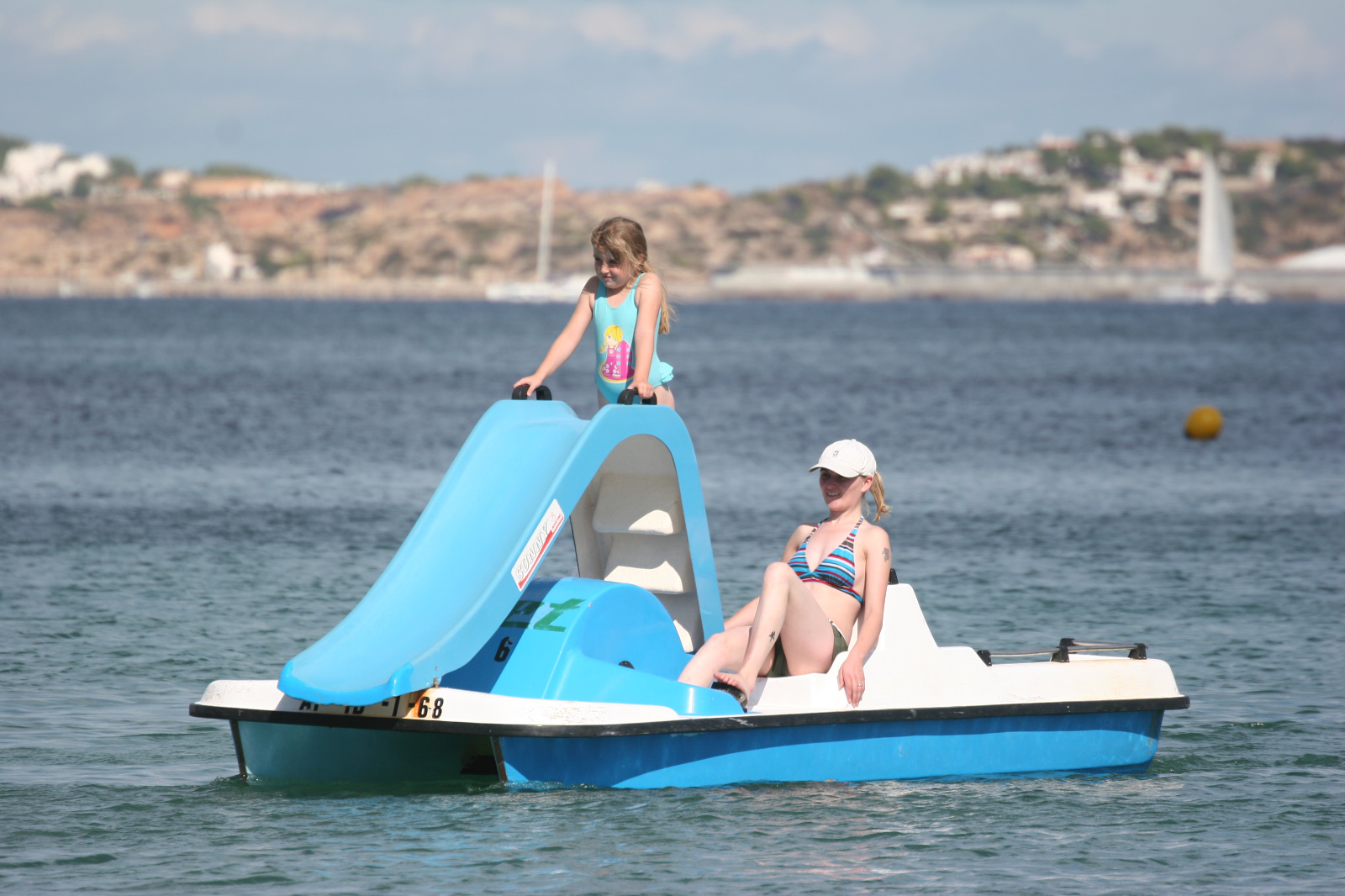
Pedal amb tobogan

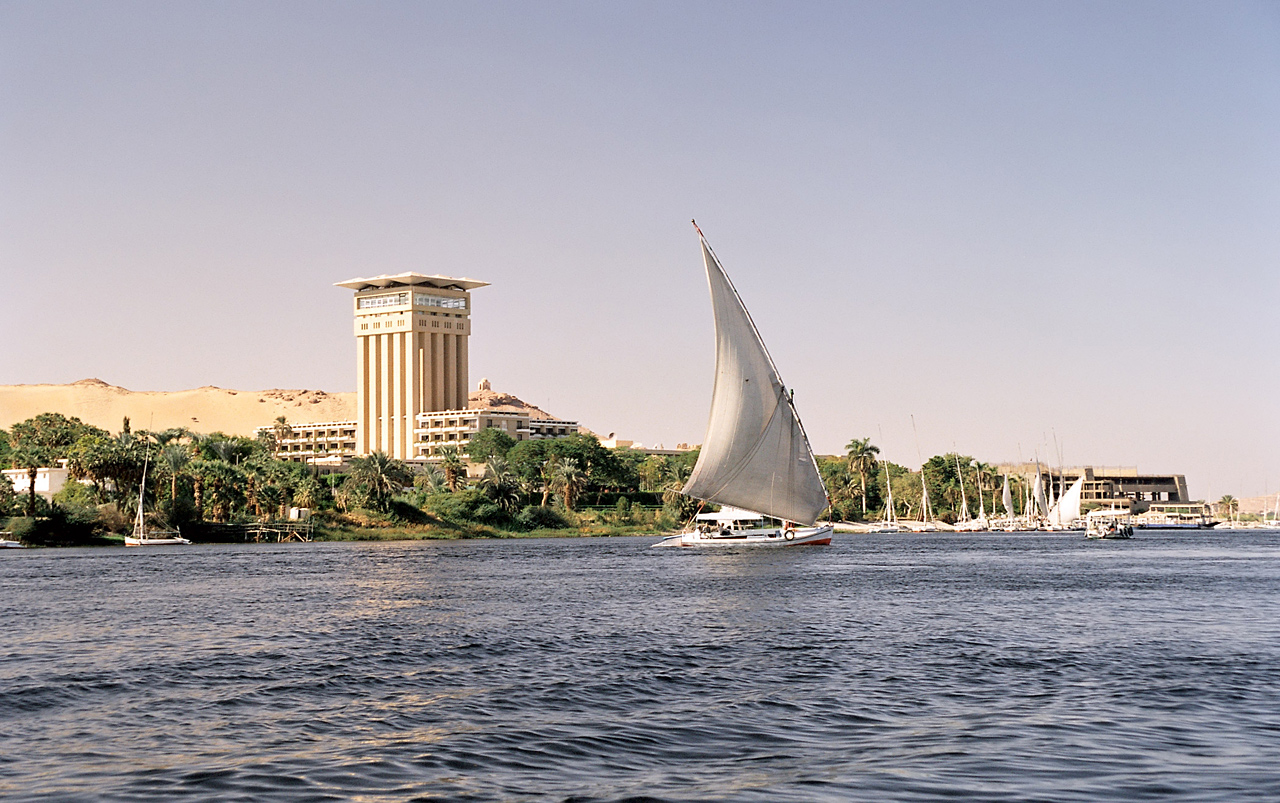
Faluca solcant el Nil prop de l'illa Elefantina de Assuan, Egipte.

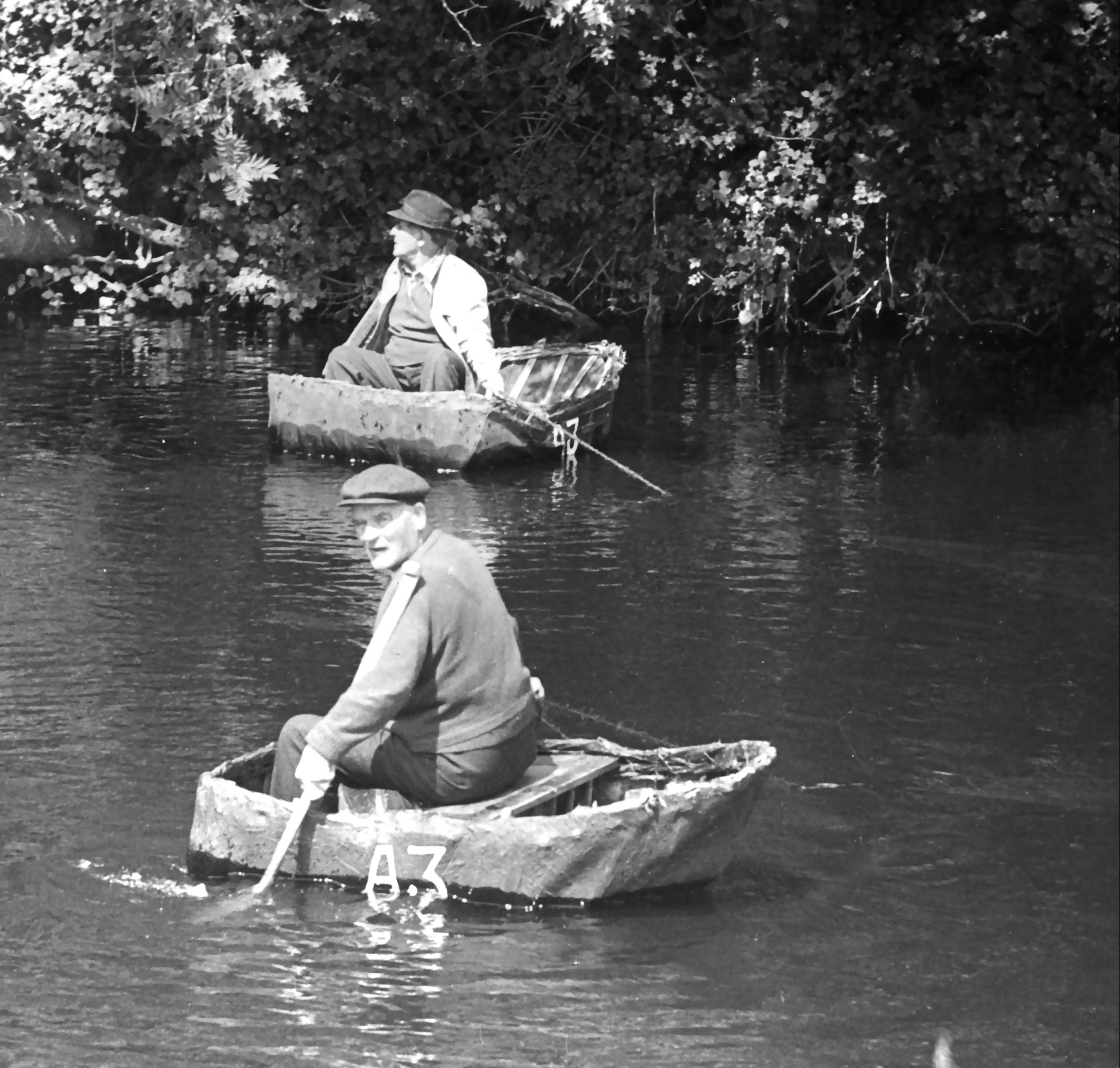
Coracles

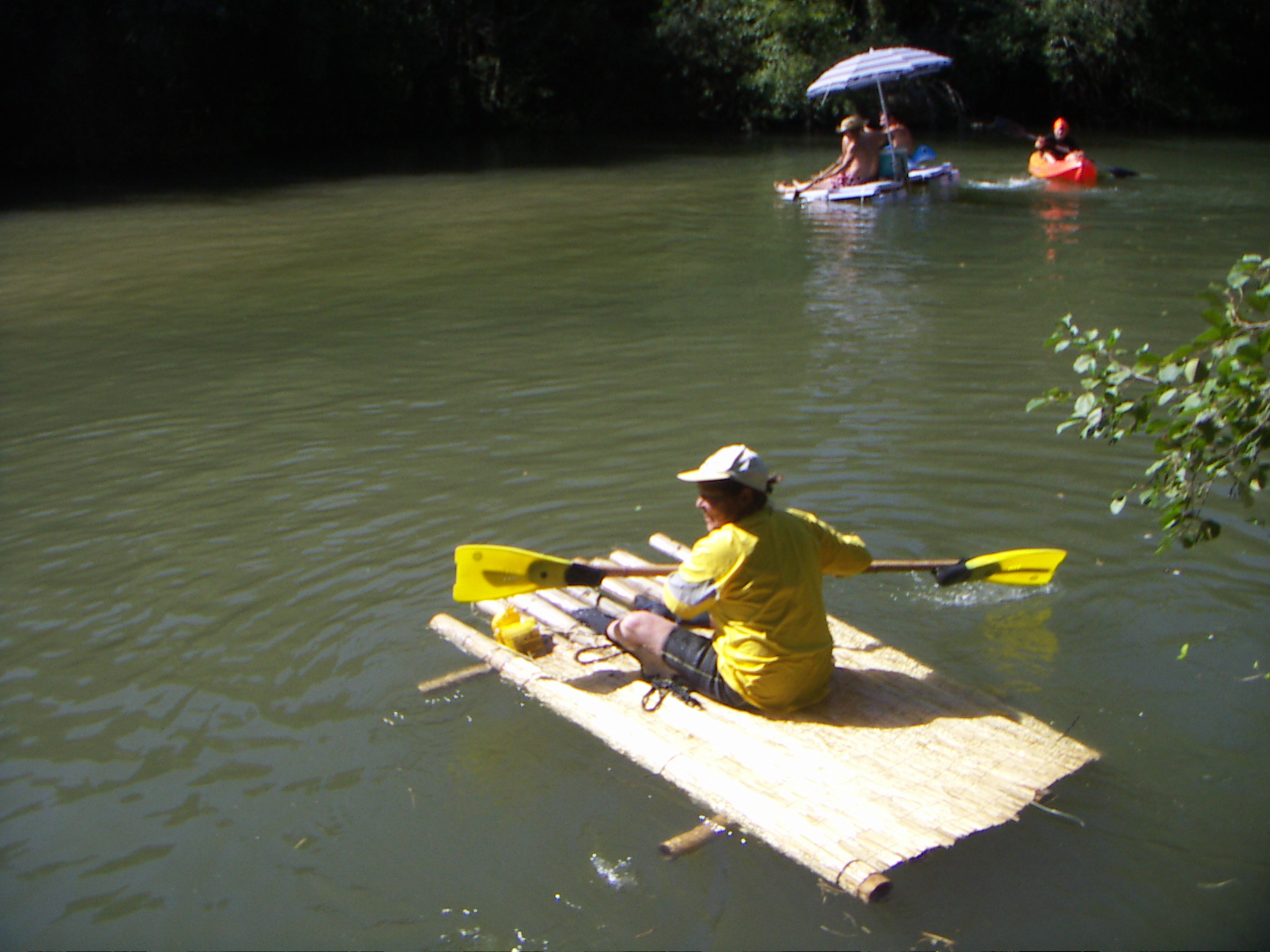
Rai de troncs de bambú a la Muga

- Patí de vela, també conegut com a patí català, és una classe monotip d'embarcació de vela lleugera d'un sol tripulant. Caracteritzada per ser bibuc, tenir una sola vela de tipus marconi sense botavara i la peculiaritat de no tenir timó ni orsa. El govern de l'embarcació es realitza amb el moviment i repartiment del pes del patró al llarg i ample de la coberta de l'embarcació i amb l'escota, que mana la vela. L'estructura és de fusta, encara que també es fabriquen algunes unitats de fibra de vidre. Està formada per dos bucs o flotadors que compleixen la funció de plans antideriva. Els bucs estan units entre si per la coberta, formada per cinc bancades independents que aporten rigidesa al conjunt i serveixen de suport a l'aparell, així com de suport al patró. Arbre d'un sol pal d'alumini la inclinació i rigidesa poden ser variats durant la navegació mitjançant l'estai i les burdes practicables i un aparell conegut com a flexor respectivament. Vela triangular manejada mitjançant una escota que llisca lliurement sobre la barraescota d'acer instal·lada totalment a popa de l'embarcació. El punt de trobada dels caps de la maniobra sol situar-se entre dues de les bancades 3a a 5a en una bateria de mecanismes anomenada "piano". A més dels caps que accionen els estais, les burdes i el flexor, també hi ha la drissa, que hissa la vela i la tensa al llarg del pal, i un altre terme que dona forma a una zona del pujament de la vela conegut com a "cua d'ànec", el caçat o amollat de la qual varia lleugera però apreciablement la planitud i superfície vèlica.
- Patí de pedals o pedaló és una mena de transport aquàtic d'ús recreacional. En algunes zones el pedaló rep el nom de velomar. Construït freqüentment amb fibra consisteix en dues grans barres buides i completament tancades a tall de plataforma flotant, on s'assenten dos seients principals amb un joc de pedals i un timó que els ocupants accionen per moure i dirigir l'embarcació. N'hi ha de diferents formes i models (alguns admeten major nombre d'ocupants o incorporen un tobogan) solen estar disponibles de lloguer a parcs amb petits llacs o platges turístiques. Un donostiarra anomenat Ramón Barea, el va inventar i patentar amb èxit el 3 de juny de 1893, el va fer mereixedor de la Medalla d'Or i un diploma de l'Acadèmia de les Ciències de França, i va ser presentat a l'Exposició Universal de París (1900).
- Faluca o falua és una embarcació de vela petita (generalment, poden portar una dotzena de passatgers, més un parell de persones com tripulació), que pot tenir una o dues veles gairebé triangulars,[10] i un o dos pals lleugerament inclinats cap a la proa. El seu ús es va generalitzar en moltes regions del Pròxim Orient i Àfrica del Nord, per la seva naturalesa són especialment adequades per a la navegació de cabotatge (prop de la costa) o rius de l'interior i, de fet, han sigut utilitzat profusament en el mar Roig i el riu Nil. Actualment han quedat obsoletes i, amb fins comercials, solen ser substituïdes per les més modernes llanxes de motor, però encara es continuen utilitzant en algunes circumstàncies, per exemple, per al seu ús turístic a llocs com Assuan i Luxor, a Egipte. Aquest tipus d'embarcació es va utilitzar tradicionalment en Sicília, fins i tot actualment, per a la pesca de peix espasa a l'estret de Messina.
- Coracle és un primitiu bot lleuger, la forma permet portar-lo a l'esquena. Mesura uns 2 m i està fabricat amb cuir sobre una carcassa de vímet. La velocitat màxima és d'uns 16 km/h i és una embarcació unipersonal. El seu major inconvenient és la inestabilitat en l'aigua: cal ser un expert navegant per mantenir el control amb un sol rem en forma de pala. Com el caiac i altres bots portàtils similars, encara es fa servir avui, sobretot per a pescar, en zones d'Irlanda i Gal·les (Regne Unit).
- Rai és una embarcació petita, de forma predominantment plana, feta normalment amb canyes, troncs o fustes fortament unides unes amb les altres. També hi ha balses construïdes amb materials sintètics com el PVC. Sovint de construcció molt simple que serveix de vegades en condicions especials, en emergències, com per exemple en un naufragi, per desplaçar-se fins a arribar a la platja. Generalment d'una barreja de diversos objectes flotants (fusta, llaunes, caixes, etc.). Un rai famós va ser la Kon-Tiki de Thor Heyerdahl amb la que va navegar més de 7.000 km, des d'Amèrica del Sud fins a les illes Tuamotu.

## Materials de construcció

### Materials clàssics
Fins a la meitat del segle xix la majoria d'embarcacions eren fetes de materials naturals: fustes, canyes o joncs, escorça, pells d'animals… Cal esmentar les barques de joncs lligats de l'antic Egipte, les canoes d'escorça de bedoll, els caiacs i els coracles folrats de pell i les canoes fetes a partir d'un tronc buidat (monoxilon). Cadascun dels materials emprats anava associat a un disseny determinat i unes tècniques d'unió que asseguraven el bon funcionament de l'embarcació i la seguretat.

### Materials industrials
- Ferrociment
- Paper
- Construcció composta: estructura de ferro forjat industrial i folre de fusta
- Alumini
- Acer inoxidable
- Titani
- Fibra de vidre (resines termostàtiques reforçades amb fibres de vidre). Habitualment resina de polièster reforçada amb teixits i feltres de fibra de vidre.
- Resines epoxi reforçades amb kevlar.
- Resines epoxi reforçades amb fibres de carboni.
- Resines
- Fusta emmotllada en fred
- Contraplacat

## La barca a la cultura
Els antics egipcis enterraven els morts en petites barques que els permetrien creuar al més enllà, envoltat o separat per un riu o mar, creença que es va mantenir al món clàssic, on un barquer, Caront, cobrava monedes per realitzar aquest viatge. Els vikings feien servir una barca com a tomba i enviaven el mort al mar, com també fan alguns pobles asiàtics.